# Tamta
Tamta Goduadze (n. 10 ianuarie 1981, Tbilisi, Republica Sovietică Socialistă Gruzină, URSS), cunoscută simplu ca Tamta, este o cântăreață de origine Georgiană. A ajuns pentru prima dată în lumina reflectoarelor în 2004 când a participat în concursul Super Idol Greece, în care a ajuns pe locul doi. A continuat prin a lansa numeroase albume și singleluri în Grecia (și Cipru). Tamta a devenit un antrenor în versiunea Georgiană a concursului  X Factor în 2016. 
Tamta a reprezentat  Cipru în 2019 la ediția Eurovisionului din acel an cu piesa "Replay", ajungând pe locul 13 cu 109 puncte.

## Tinerețe
Tamta s-a născut și a copilărit in Georgia, unde a început să cânte la vârsta de cinci ani. Când avea 14 ani s-a căsătorit cu iubitul ei de 16 ani, dând naștere fiicei sale Annie. Cât timp își creștea fata, Tamta a absolvit liceul și a intrat la Universitatea de stat din Tbilsi. După șase ani de căsătorie, ea și soțul său au divorțat. Nu dupa mult timp, Tamta și-a luat fiica și a imigrat in Grecia, unde a locuit împreună cu mama și fratele său. Tamta s-a mutat în Atena, unde a lucrat ca menajeră împreună cu mama ei.

## Carieră

### 2003-2006:Super Idolși începuturi
În 2003, în timp ce lucra ca menajeră în Atena, unul dintre membrii familiei sale i-a recomandat sa participe în Super Idol pentru a putea primii un certificat de rezidență.  Ea a intrat în concursul de talente, ajungând în finală pe locul doi. După apariția sa la Super Idol compania Minos EMI i-a oferit Tamtei să o ajute să înceapă o carieră muzicală. Prima sa piesă a fost "Eisai To Allo Mou Miso", incluzându-l pe câștigătorul ediției Super Idol la care Tamta a participat, Stavros Konstantinou. Piesa a fost lansată în 2004. Mai târziu Tamta a început să facă apariții live împreună cu artiști ca Antonis Remos și George Dalaras. 
În 2006, Tamta a câștigat premiul pentru cel mai bun artist modern, acordat de Mad Video Music Awards.

### 2007-2009:Agapise me, coloane sonore, campanii publicitare
În ianuarie 2007, Elliniki Radiofonia Tileorasi (ERT) a anunțat participarea Tamtei în finala națională din Grecia pentru Concursul Muzical Eurovision 2007, participând cu melodia "With Love". Chiar dacă a ajuns doar pe locul trei, "With Love" a devenit o piesaă faimoasă în Grecia, ajungând pe locul doi în topul celor mai bune hituri. Al doilea album al Tamtei, Agapise me, a fost lansat mai târziu pe 16 mai 2007. În același an, Tamta a performat coloana sonoră a serialului TV Latremenoi Mou Geitones, intitulată "Ela Sto Rhythmo", coloana sonoră a campaniei publicitare de la LACTA (numită "Mia Stigmi Esu Ki Ego"), și a devenit ambasadoare a companiilor SKECHERS și AVON Cosmetics.
În junie 2008, Tamta a precizat ca i-ar plăcea să reprezinte Ciprul în Concursul Muzical Eurovision 2009. În aceea vreme umblau zvonuri cum că televiziunea națională cipriotă era în contact cu ea încă din martie a acelui an. Ca răspuns, diferite posturi de televiziune grecești au cerut alegerea Tamtei pentru reprezentarea Greciei, ca rezultat al suspiciunilor unei favorizări ale țărilor din Blocul răsăritean la Concursul Muzical Eurovision 2008 dupa ce Kalomoira a luat locul trei. Zvonurile nu au ajuns să se îndeplinească, iar Grecia l-a trimis pe Sakis Rouvas în concursul din 2009. 
În 2009, Tamta a lansat piesa "Koita me", fiind primul ei single din viitorul său album.

### 2010–2013:Tharros i alitheiașiRent
În martie 2010, Tamta și-a lansat al treilea album, intitulat Tharros i alitheia. Tamta a mai lansat și un single cu același nume, împreună cu Sakis Rouvas. În același an a mai lansat încă două singleluri: "Egoista" (împreună cu Isaias Matiaba) și "Fotia". Pentru sezonul 2010-2011. Tamta a jucat în versiunea greacă a musicalului Rent. În 2011, Tamta a mai lansat încă doua singleluri: "Zise To Apisteuto" și "Tonight" (împreună cu Claydee & Playmen). În același an a apărut live în Salonic cu Sakis Rouvas și Eleni Foureira. Din și până în 2013 a lansat cântecele "Niose Tin Kardia", "Konta Sou", "S' Agapao" și "Pare Me". De asemenea, între 2013 și 2014 Tamta a apărut live împreună cu Paola Foka, Pantelis Pantelidis și Stan.